# Barmherzigenkirche (Graz)

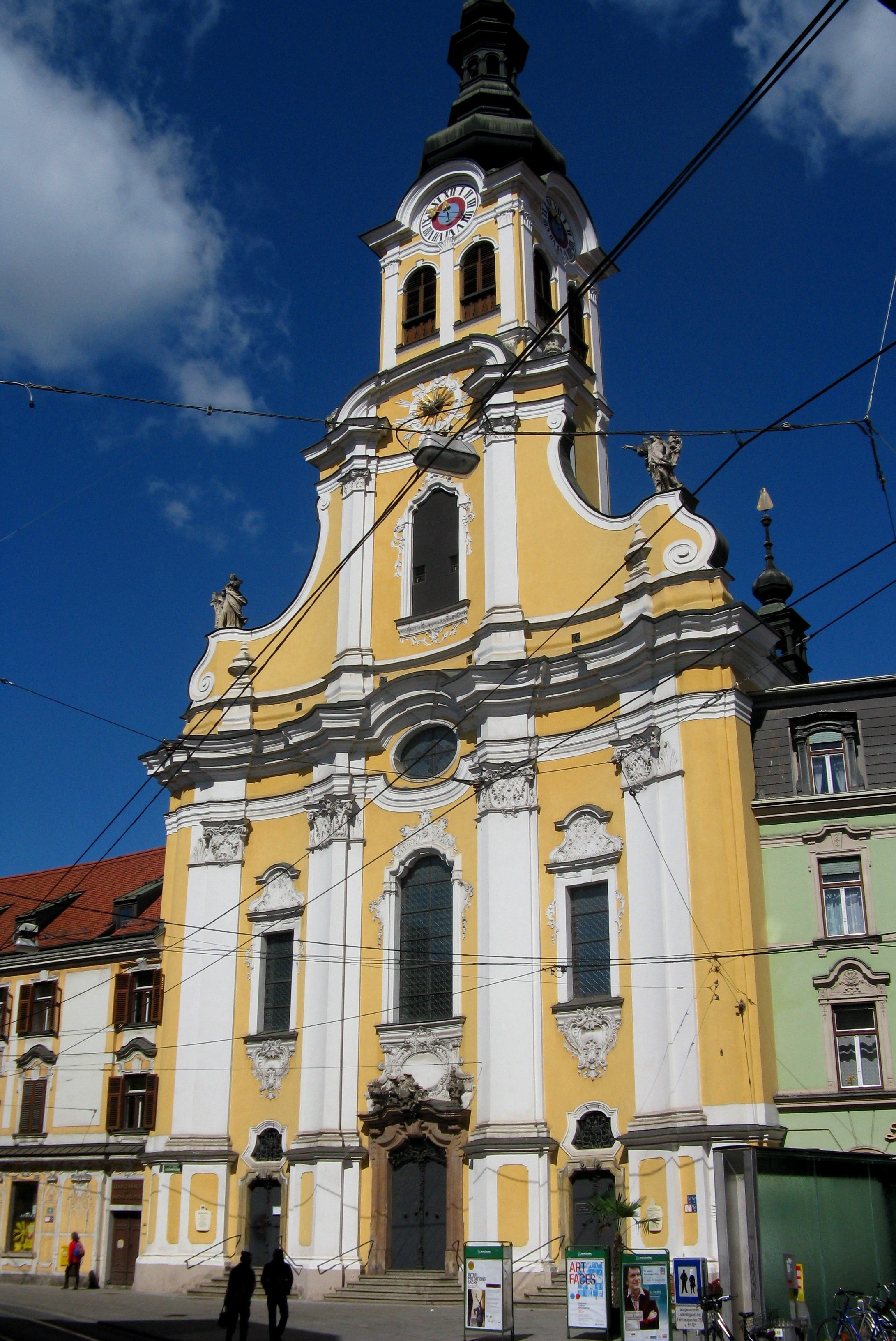
Frontansicht mit schwingender Turmfassade

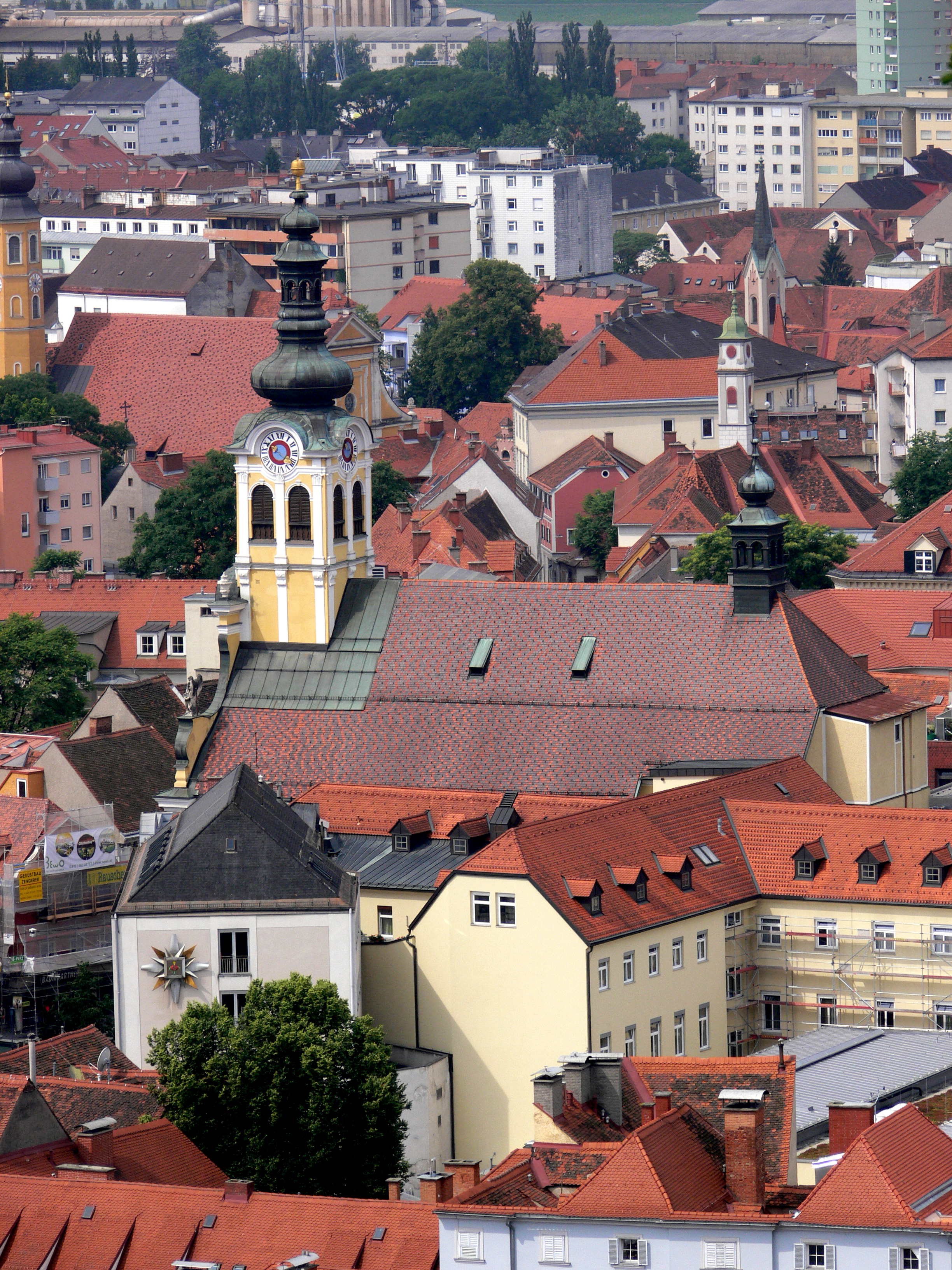
Ansicht vom Grazer Schloßberg

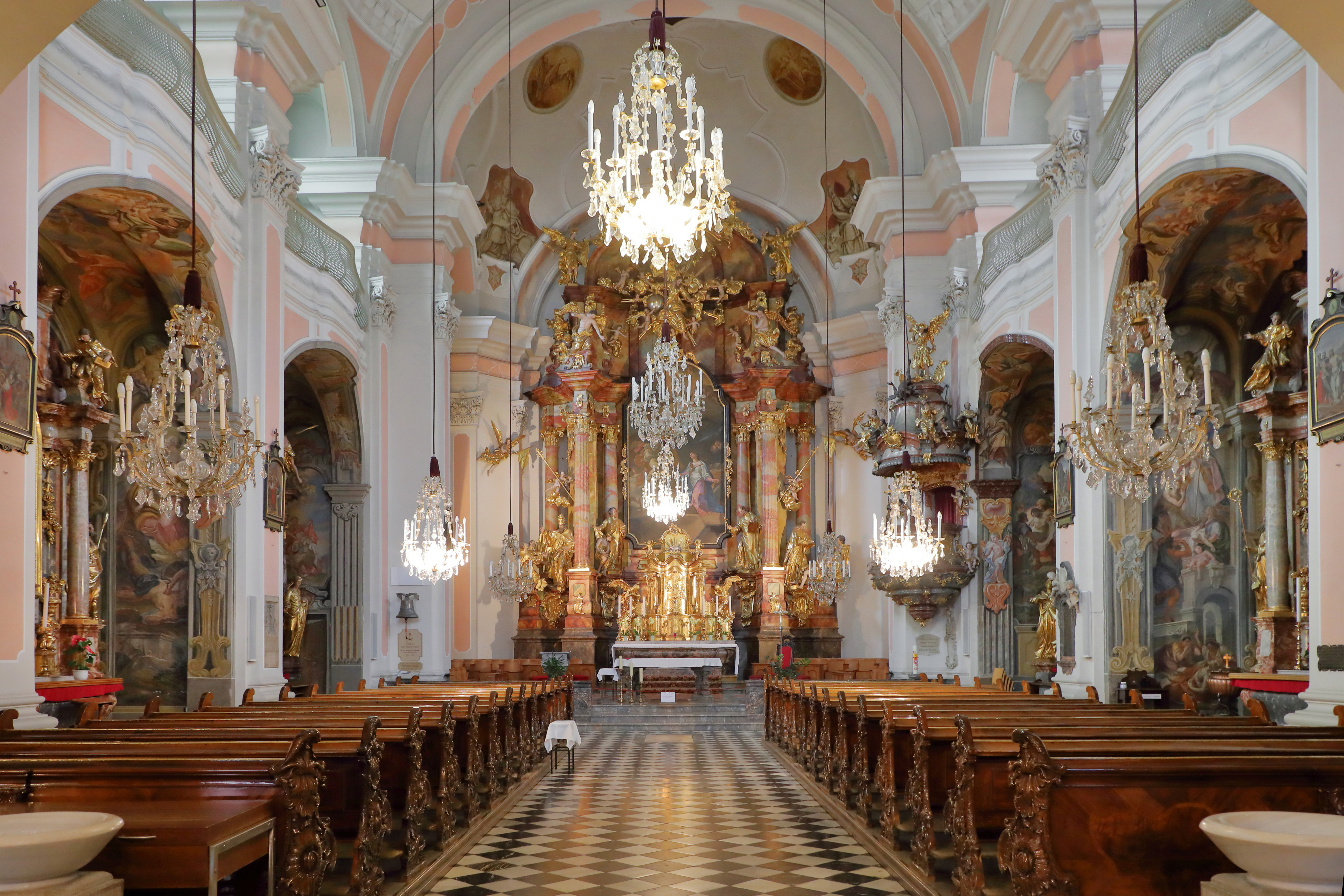
Innenansicht der Barmherzigenkirche

Die Barmherzigenkirche Mariä Verkündigung ist eine römisch-katholische Kirche im vierten Grazer Gemeindebezirk Lend. Der Sakralbau liegt an der Annenstraße zwischen Südtiroler Platz und Roseggerhaus. Die Kirche ist eine Seelsorgestelle des Konvents der Barmherzigen Brüder, die auch das Krankenhaus betreuen, und gehört zur Pfarre Graz-Mariä Mariahilf im Dekanat Graz-Mitte der Stadtkirche Graz.

## Geschichte
Im Jahr 1615 wurde eine Niederlassung der Barmherzigen Brüder in Graz beschlossen. Anlass für die Stiftung und Gründung war die unerwartete Heilung des Erzherzogs Maximilian Ernst, der durch Frater Gabriel Ferrara von einer Armamputation bewahrt wurde. Das Krankenhaus der Barmherzigen Brüder war das erste Spital in Graz im eigentlichen Sinn.
Den Brüdern wurde der Platz, auf dem sich die ehemalige Richtstätte der Murvorstadt befand, zur Verfügung gestellt. Der Grundstein wurde von Landesfürst Erzherzog Ferdinand und seinem Bruder Maximilian Ernst gelegt. Der Dreißigjährige Krieg verzögerte den Baufortschritt, sodass die Kirche erst 1638 vollendet werden konnte. Nach hundert Jahren wurde diese erste Barmherzigenkirche wegen Baufälligkeit abgerissen und durch den heutigen Barockbau ersetzt, der 1735 begonnen und 1769 geweiht wurde. Die Barmherzigenkirche dient 1838–1938 und wiederum ab September 1966 als Garnisonkirche, worauf die Grabsteine und Gedenktafeln für die Armee in der Ehrenhalle im Kreuzgang hinweisen. Im Nationalsozialismus wurden die Barmherzigen Brüder enteignet; ein Bruder starb im Konzentrationslager Auschwitz. Nach dem Zweiten Weltkrieg gelang jedoch der Neubeginn des Konvents, der die Einrichtungen erweiterte und modernisierte.
Garnisonskirche
Im Jahr 1838 wurde die Barockkirche als Garnisonskirche für Militärgottesdienste bestimmt und hatte diese Funktion bis 1938 inne. Die Wiedererrichtung als Garnisonkirche für das österreichische Bundesheer erfolgte im Jahr 1966 mit militärischen Ehren in Anwesenheit von Kardinal König, Bischof Schoiswohl, Bürgermeister, Landtagspräsident und der Grazer Kommandanten. Alle militärseelsorglichen Veranstaltungen, wie Taufen, Trauungen, Firmungen usw. sowie Konzerte und vorweihnachtliche Veranstaltungen fanden dort statt.
Nach 52 Jahren Garnisonskirche wurde vom Militärbischof auf Antrag der beiden Militärpfarrer die Vereinbarung mit den Barmherzigen Brüdern aufgelöst. Es finden daher auch keine Militärgottesdienste und Gedenkfeiern der Traditionsverbände statt. Die Gedenktafeln der ehemaligen Truppenkörper in der Ehrenhalle und die Tegetthoffglocke in der Kirche verbleiben aus Gründen des Denkmalschutzes erhalten.

### Die Glocke der Tegetthoff
In der Barmherzigenkirche, die auch als Garnisonskirche diente, befindet sich seit dem 23. Juli 1973 die zweite und stählerne Schiffsglocke des Schlachtschiffs Tegetthoff (Stapellauf 1912) der ehemaligen Österreichischen Marine.
Diese Glocke mit einem Durchmesser von knapp 51 cm (20 Zoll) war ab 1942 bis zur Kapitulation am Ende des Zweiten Weltkriegs als Schiffsglocke an Bord des deutschen Schweren Kreuzers Prinz Eugen. Die zum Glasen, also dem Schlagen der Zeit, dienende Glocke wurde erst 1916 aus Eisen gegossen, da die erste Glocke der SMS Tegetthoff eingeschmolzen wurde um die Bronze für Rüstungsgüter zu verwerten. Die Eisenglocke war mit der Tegetthoff bis 1920 als Kriegsbeute in Venedig ausgestellt und blieb bis 1942 in La Spezia, Italien. Sie wurde 1945 auch vom 2. Schiff geholt und den Alliierten als Siegermacht entzogen, war in 2 deutschen Marineschulen und wurde mit auf Betreiben der Marinekameradschaft Tegetthoff 1973 an die Republik Österreich übergeben, die sie als ständige Leihgabe zur Aufstellung, dann Aufhängung in der Kirche an die Kameradschaft weitergereicht. Sie hängt an der Säule links vor dem Altarraum, mit dem Seilstück am Klöppel kann sie geläutet werden. 2 Steintafeln mit kurzer Beschreibung und Glockenspruch (signiert "V. S. ST." (= Viktor Stark)) sind darunter in Brusthöhe montiert.
2015 wurde 150 Jahre nach der Seeschlacht von Lissa in der Kirche eine Gedenkveranstaltung abgehalten.

## Architektur
Baumeister war der Grazer Hofbaumeister Johann Stengg, der auch die Klosterkirche in Rein erneuerte. Die Architektur und die Innenausstattung sind im Stil des Spätbarocks bzw. Rokoko und ein Höhepunkt in der Entwicklung der steirischen Barockbaukunst. Eine Besonderheit ist die schwingende Turmfassade, zu der es in Österreich kaum Vergleiche gibt, und die daher eine außergewöhnliche kunsthistorische Bedeutung aufweist.

## Ausstattung

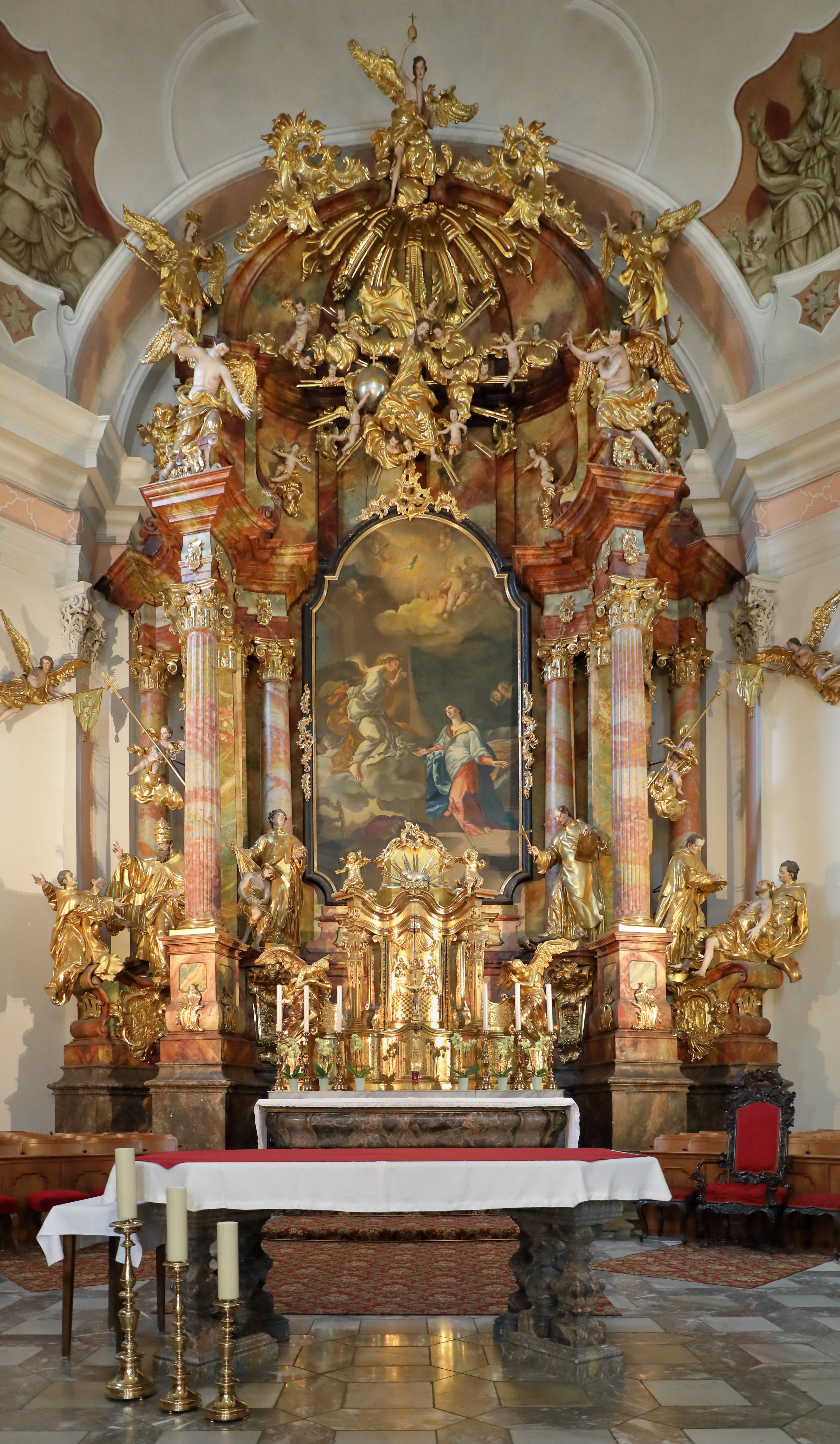
Hochaltar von Josef Schokotnigg

Der Innenraum wird von den seitlichen Wandpfeilern geprägt, die beidseitig je drei kapellenartige Nischen, die mit Seitenaltären versehen sind, bilden. Der Hochaltar stammt vom Grazer Bildhauer Josef Schokotnigg und bildet in einer prunkvollen und reichen Innenraumgestaltung den Höhepunkt.
Im Altarbild befindet sich eine Darstellung der Verkündigung des Engels an Maria. Über dem Bildnis thront Gottvater von Engeln umgeben. Zwischen den seitlichen Säulen findet man plastische Darstellungen von Szenen, die mit dem Orden der Barmherzigen Brüder in Zusammenhang stehen: die Annahme des Ordens durch Papst Pius V., der Ordensgründer Johannes von Gott, der selige Johannes Grande bei der Bannung eines Pestteufels und der heilige Karl Borromäus bei der Kommunionsspende an einen Pestkranken. Der berühmte Südtiroler Bildhauer Veit Königer schuf den Herz-Jesu-Altar als sein erstes bekanntes Werk für die Barmherzigenkirche.
Auf dem Schalldach der Kanzel kämpft der Erzengel Michael gegen den Drachen als Symbol des Bösen und am Schalldachrand sitzen die Figuren von Matthäus, Markus, Lukas und Johannes. In einem Medaillon stehen folgende Worte, die Ähnlichkeit mit jenen der Bergpredigt aufweisen: „Selig, die das Wort Gottes hören und es befolgen.“ Am Kanzelkorb sind Szenen aus dem Leben des Ordensgründers Johannes von Gott dargestellt.

## Orgel
Die Orgel wurde 1893 vom Orgelbauer E.F. Walcker & Cie., Ludwigsburg, Württemberg erbaut. Das zweiteilige Gehäuse wurde von der Vorgängerorgel übernommen. In ihm sind allerdings nur die Pfeifen des Hauptwerks und des Pedals sowie die Windanlage samt Bälgen untergebracht. Das Pfeifenwerk des Schwellwerkes steht in einem gesonderten Gehäuse auf der linken Seitenempore. Das Kegelladen-Instrument hat 23 klingende Register auf zwei Manualwerken und Pedal. Die Trakturen sind pneumatisch. Das Instrument wurde 2013/2014 vom Orgelbauer Christian Scheffler restauriert und teilweise auf den Ursprungszustand mit seinem spätromantischen Klangbild rekonstruiert.
| I Hauptwerk C–f3 |                |       |
| 1.               | Bourdon        | 16′   |
| 2.               | Principal      | 8′    |
| 3.               | Hohlflöte      | 8′    |
| 4.               | Gedeckt        | 8′    |
| 5.               | Viola di Gamba | 8′    |
| 6.               | Gemshorn       | 8′    |
| 7.               | Rohrflöte      | 4′    |
| 8.               | Octav          | 4′    |
| 9.               | Cornett IV–V   | 8′    |
| 10.              | Mixtur V       | 2 ⁄3′ |

| II Schwellwerk C–f3 |                   |    |
| 11.                 | Floeten Principal | 8′ |
| 12.                 | Liebl. Gedeckt    | 8′ |
| 13.                 | Quintatön         | 8′ |
| 14.                 | Salicional        | 8′ |
| 15.                 | Aeoline           | 8′ |
| 16.                 | Voix celeste      | 8′ |
| 17.                 | Travers Floete    | 4′ |
| 18.                 | Dolce             | 4′ |

| Pedalwerk C–d1 |               |     |
| 19.            | Gedecktbass   | 16′ |
| 20.            | Subbass       | 16′ |
| 21.            | Violonbass    | 16′ |
| 22.            | Principalbass | 16′ |
| 23.            | Octavbass     | 8′  |

- Koppeln: II/I, I/P, II/P

## Sonstiges
Die Kirche ist durch 3 eiserne Eingangstore von der Annenstraße her begehbar und von der Westseite her durch zwei Türen von einem Gang des Konventgebäudes der Barmherzigen Brüder, an den westlich deren Apotheke angebaut ist.
Nördlich und östlich grenzen Gebäude und Klostergarten des Konvents und Spitals der Barmherzigen Brüder an.
Ein etwa 7 m hohes, großes plastisches Wandbild, ursprünglich nach Westen orientiert wurde 2003–2010 vom ehemaligen Operationstrakt, der im Zuge eines Um- und Ausbaus des Krankenhauses abgerissen wurde, in 3 Teilen abgenommen und mittels eines Sockels an einer Nordwand nördlich von Kirche und Apotheke wieder im Freien montiert.
Am Südosteck östlich angebaut und nur durch eine Maueröffnung als Durchgang über das Kirchenschiff zugänglich findet sich eine fensterlose Loretokapelle mit (heute) dunklen, unverputzten Wänden. Ihre geschlossene Südmauer liegt in Flucht der Kirchenfront ebenfalls der Annenstrasse an.